# Damp
In de natuurkunde verstaat men onder damp de gasvormige toestand van een stof bij een temperatuur lager dan de kritische temperatuur. Onder deze kritische temperatuurgrens blijft het mogelijk de stof door drukverhoging in de vaste of vloeibare aggregatietoestand te brengen, daarboven niet meer.
Het bekendste voorbeeld is water, dat een kritische temperatuur heeft van 647 K (374 °C). In de natuurkunde noemt men de gasvormige aggregatietoestand van het in de atmosfeer aanwezige water waterdamp. Aangezien de luchttemperatuur ver onder de 647 K blijft is het altijd mogelijk, door verhoging van de partiële gasdruk, gasvormig water vloeibaar of vast te maken.